# 2009 100 legnagyobb slágere
Ez a lista a Billboard magazin  első Hot 100  zenéjét tartalmazza 2009-ből.
| Helyezés | Dal                              | Előadó                                                |
| -------- | -------------------------------- | ----------------------------------------------------- |
| 1        | Boom Boom Pow                    | Black Eyed Peas                                       |
| 2        | Poker Face                       | Lady Gaga                                             |
| 3        | Just Dance                       | Lady Gaga featuring Colby O’Donis                     |
| 4        | I Gotta Feeling                  | Black Eyed Peas                                       |
| 5        | Love Story                       | Taylor Swift                                          |
| 6        | Right Round                      | Flo Rida                                              |
| 7        | I'm Yours                        | Jason Mraz                                            |
| 8        | Single Ladies (Put a Ring on It) | Beyoncé                                               |
| 9        | Heartless                        | Kanye West                                            |
| 10       | Gives You Hell                   | The All-American Rejects                              |
| 11       | You Belong with Me               | Taylor Swift                                          |
| 12       | Dead and Gone                    | T.I. featuring Justin Timberlake                      |
| 13       | You Found Me                     | The Fray                                              |
| 14       | Use Somebody                     | Kings of Leon                                         |
| 15       | Knock You Down                   | Keri Hilson featuring Kanye West és Ne-Yo             |
| 16       | Blame It                         | Jamie Foxx featuring T-Pain                           |
| 17       | I Know You Want Me (Calle Ocho)  | Pitbull                                               |
| 18       | Live Your Life                   | T.I. featuring Rihanna                                |
| 19       | Kiss Me Thru the Phone           | Soulja Boy Tell 'Em featuring Sammie                  |
| 20       | Down                             | Jay Sean featuring Lil Wayne                          |
| 21       | The Climb                        | Miley Cyrus                                           |
| 22       | Best I Ever Had                  | Drake                                                 |
| 23       | My Life Would Suck Without You   | Kelly Clarkson                                        |
| 24       | Halo                             | Beyoncé                                               |
| 25       | Hot N Cold                       | Katy Perry                                            |
| 26       | Second Chance                    | Shinedown                                             |
| 27       | Circus                           | Britney Spears                                        |
| 28       | Day 'n' Nite                     | Kid Cudi                                              |
| 29       | Party in the U.S.A.              | Miley Cyrus                                           |
| 30       | Don't Trust Me                   | 3OH!3                                                 |
| 31       | Run This Town                    | Jay-Z, Rihanna és Kanye West                          |
| 32       | Let It Rock                      | Kevin Rudolf featuring Lil Wayne                      |
| 33       | Fire Burning                     | Sean Kingston                                         |
| 34       | Whatcha Say                      | Jason DeRulo                                          |
| 35       | LoveGame                         | Lady Gaga                                             |
| 36       | Waking Up in Vegas               | Katy Perry                                            |
| 37       | Birthday Sex                     | Jeremih                                               |
| 38       | Sober                            | Pink                                                  |
| 39       | Womanizer                        | Britney Spears                                        |
| 40       | Whatever You Like                | T.I.                                                  |
| 41       | Obsessed                         | Mariah Carey                                          |
| 42       | Mad                              | Ne-Yo                                                 |
| 43       | Good Girls Go Bad                | Cobra Starship featuring Leighton Meester             |
| 44       | Love Lockdown                    | Kanye West                                            |
| 45       | So What                          | Pink                                                  |
| 46       | Hotel Room Service               | Pitbull                                               |
| 47       | Crack a Bottle                   | Eminem, Dr. Dre és 50 Cent                            |
| 48       | If I Were a Boy                  | Beyoncé                                               |
| 49       | Turnin Me On                     | Keri Hilson featuring Lil Wayne                       |
| 50       | I Hate This Part                 | Pussycat Dolls                                        |
| 51       | Gotta Be Somebody                | Nickelback                                            |
| 52       | Please Don't Leave Me            | Pink                                                  |
| 53       | Paparazzi                        | Lady Gaga                                             |
| 54       | Beautiful                        | Akon featuring Colby O’Donis és Kardinal Offishall    |
| 55       | Viva la Vida                     | Coldplay                                              |
| 56       | Right Now (Na Na Na)             | Akon                                                  |
| 57       | Battlefield                      | Jordin Sparks                                         |
| 58       | Sugar                            | Flo Rida featuring Wynter Gordon                      |
| 59       | Miss Independent                 | Ne-Yo                                                 |
| 60       | Fireflies                        | Owl City                                              |
| 61       | New Divide                       | Linkin Park                                           |
| 62       | Empire State of Mind             | Jay-Z és Alicia Keys                                  |
| 63       | No Surprise                      | Daughtry                                              |
| 64       | She Wolf                         | Shakira                                               |
| 65       | Break Up                         | Mario featuring Gucci Mane és Sean Garrett            |
| 66       | Sweet Dreams                     | Beyoncé                                               |
| 67       | Every Girl                       | Young Money                                           |
| 68       | Fallin' for You                  | Colbie Caillat                                        |
| 69       | Untouched                        | The Veronicas                                         |
| 70       | If Today Was Your Last Day       | Nickelback                                            |
| 71       | Throw It in the Bag              | Fabolous featuring The-Dream                          |
| 72       | Love Drunk                       | Boys Like Girls                                       |
| 73       | I Love College                   | Asher Roth                                            |
| 74       | If U Seek Amy                    | Britney Spears                                        |
| 75       | Big Green Tractor                | Jason Aldean                                          |
| 76       | White Horse                      | Taylor Swift                                          |
| 77       | Disturbia                        | Rihanna                                               |
| 78       | 21 Guns                          | Green Day                                             |
| 79       | Turn My Swag On                  | Soulja Boy Tell 'Em                                   |
| 80       | Rockin' That Thang               | The-Dream                                             |
| 81       | Chicken Fried                    | Zac Brown Band                                        |
| 82       | Diva                             | Beyoncé                                               |
| 83       | Replay                           | Iyaz                                                  |
| 84       | Then                             | Brad Paisley                                          |
| 85       | Her Diamonds                     | Rob Thomas                                            |
| 86       | How Do You Sleep?                | Jesse McCartney featuring Ludacris                    |
| 87       | 3 (dal)                          | Britney Spears                                        |
| 88       | Forever                          | Drake featuring Kanye West, Lil Wayne és Eminem       |
| 89       | One Time                         | Justin Bieber                                         |
| 90       | I Run to You                     | Lady Antebellum                                       |
| 91       | I Do Not Hook Up                 | Kelly Clarkson                                        |
| 92       | Green Light                      | John Legend featuring André 3000                      |
| 93       | People Are Crazy                 | Billy Currington                                      |
| 94       | Whatever It Is                   | Zac Brown Band                                        |
| 95       | Already Gone                     | Kelly Clarkson                                        |
| 96       | Goodbye                          | Kristinia DeBarge                                     |
| 97       | Say Hey (I Love You)             | Michael Franti & Spearhead featuring Cherine Anderson |
| 98       | Pop Champagne                    | Jim Jones és Ron Browz featuring Juelz Santana        |
| 99       | Pretty Wings                     | Maxwell                                               |
| 100      | Never Say Never                  | The Fray                                              |